# Семибанкирщина
Семибанки́рщина (семь банки́ров; слово образовано по аналогии с историческим термином семибоярщина) — популярное в российских СМИ в 1996 и ряде последующих лет обозначение группы крупнейших представителей российского финансового бизнеса (т. н. олигархов), игравших значительную политическую и экономическую роль, владевших СМИ, и неформально объединившихся, несмотря на внутренние разногласия, с целью обеспечить переизбрание Б. Н. Ельцина на следующий срок на президентских выборах 1996 года.

## Список
Разные источники называли разные фамилии, поэтому фактически в списке предполагаемых «семи» банкиров не семь человек, а девять. Первые семь человек в списке взяты из интервью Березовского:
1. Борис Березовский (мёртв) — ЛогоВАЗ;
2. Михаил Ходорковский — Роспром Груп (Менатеп);
3. Михаил Фридман — Альфа-Групп;
4. Пётр Авен — Альфа-Групп;
5. Владимир Гусинский — Группа «Мост»;
6. Александр Смоленский (мёртв) — СБС-Агро (Столичный банк сбережений);
7. Владимир Потанин — Онэксимбанк;
8. Виталий Малкин[3][4] — Российский кредит;
9. Владимир Виноградов (мёртв) — Инкомбанк.

## Использование термина
Термин введён 14 ноября 1996 года журналистом Андреем Фадиным (погиб в автомобильной аварии 20 ноября 1997 года), опубликовавшим в «Общей газете» статью «Семибанкирщина как новорусский вариант семибоярщины». Список банкиров в статье опирался на данное 1 ноября 1996 года Борисом Березовским интервью Financial Times, где он назвал имена семи человек, контролирующих более 50 % российской экономики и совместно влияющих на принятие важнейших внутриполитических решений в России.

Это слово использовалось также писателем А. И. Солженицыным в историко-публицистическом произведении «Россия в обвале», опубликованном в 1998 году:
Чуть позже проступила Семибанкирщина, напрямую сговорившаяся контролировать высшую власть над Россией. (Почти 50 % экономики России – уже в их руках, а будет и больше. По самым новейшим данным – 15 крупнейших компаний и банков контролируют 70 % экономики страны.)

## Дальнейшая судьба
Во время второго срока Ельцина и начавшегося в 2000 правления В. В. Путина судьба членов объединения была различной:
- к 2020 году сохранили своё положение только Фридман, Авен и Потанин[8]. В 2022 году после вторжения России на Украину все трое попали под европейские и американские санкции. В апреле 2024 года с Фридмана и Авена были сняты санкции ЕС[9];
- политическая значимость Смоленского резко снизилась ещё при Ельцине, в 2003 году он избавился от своих банковских активов, в 2000-е годы написал несколько книг;
- Виноградов также начал терять влияние ещё в конце 1990-х, а в 2008 году он умер от инсульта, будучи весьма стеснённым материально;
- Виталий Малкин после краха банка начал политическую карьеру и до 26 марта 2013 представлял Бурятию в Совете Федерации, по состоянию на 2014 год занимал 130-е место в рейтинге богатейших бизнесменов России;
- Березовский, способствовавший возвышению Путина и его партии «Единство» в 1999 году[10], вместе с Гусинским оказался при Путине в опале и покинул Россию в 2000 году. Березовский умер 23 марта 2013 года в Лондоне от повешения.[11]
- Михаил Ходорковский, собиравшийся продать свой нефтедобывающий бизнес западным инвесторам, в 2003 был арестован, а затем осуждён к 8 годам лишения свободы по обвинению в мошенничестве, уклонении от налогов и других преступлениях. В 2009—2010 гг. состоялся новый судебный процесс, и он получил новый срок, 14 лет за хищение нефти у компании ЮКОС, во главе которой находился. 21 декабря 2013 года Михаил Ходорковский был помилован и в тот же день выехал в Берлин. После освобождения поселился с семьёй в Швейцарии, где получил вид на жительство. «Forbes» оценивает его состояние в 600 млн долларов[12]. По данным на 2016 год, постоянно живёт в Лондоне[13].